# Бергельмир
Бергельмир (Bergelmir) — в германо-скандинавской мифологии инеистый великан, который вместе со своей женой пережил убийство Имира.
В сагах упоминается, что Бергельмир был сыном Трудгельмира и, соответственно, внуком Имира. Когда асы убили Имира — он оказался единственным, кто построил лодку и не утонул. Позже асы создали для Бергельмира страну (Ётунхейм) к востоку от Мидгарда.
Бергельмир считается прародителем всех ётунов.